# Promise Ring
Promise Ring è il singolo di debutto della cantante R&B/Hip Hop Tiffany Evans, estratto dall'omonimo album. La canzone è in collaborazione con Ciara ed è prodotta da Mr. Collipakr e The Clutch. La canzone è entrata in internet il 15 maggio 2007, ma è stata ufficialmente pubblicata il 29 maggio 2007.

## Classifiche
- #3 (BET)
- #66 (R&B Charts)